# 巴特施瓦陶
巴特施瓦陶（德語：Bad Schwartau，發音：[baːt ˈʃvaʁtaʊ] ⓘ）是德国石勒苏益格-荷尔斯泰因州东荷尔斯泰因县的城市，面积18.39平方千米，2023年12月31日人口为20,169人。